# Joseph Augustine Di Noia
Mons. Joseph Augustine Di Noia, O.P. (* 10. července 1943, Bronx) je americký římskokatolický kněz, arcibiskup a člen Řádu bratří kazatelů.

## Život
Narodil se 10. července 1943 v Bronxu, části New York City. Byl pokřtěn v kapucínské farnosti Neposkvrněného početí na Gun Hill Road. V době, kdy dosáhl školního věku, se jeho rodina přestěhovala z této farnosti do farnosti Svatého Antonína na Commonwealth Avenue.
Stal se členem Východní provincie Svatého Josefa a roku 1965 získal na Providence College bakalářský titul. Pokračoval ve studiu na řádové fakultě pro filosofickou formaci u Svatého Štěpána v Doveru, Massachusetts. Poté na Dominikánském domě studií (Washington, D.C. vykonával svou teologicou formaci. Kněžské svěcení přijal 4. června 1970 a od roku 1971 do roku 1974 učil na Providence College teologii. Roku 1980 získal na Yaleově univerzitě doktorát z teologie, s disertační prací "Katolická teologie náboženství a mezináboženských dialogů". Později v Dominikánském domě studií učil 20 let teologii a byl redaktorem teologických recenzí The Thomist. Byl zakládajícím ředitelem mezikulturního fóra Pope John Paul II Cultural Center ve Washingtonu D.C.. Je držitelem čtyř teologických akademických titulů nebo certifikátů.
Před prací v Pope John Paul II Cultural Center, sloužil sedm let v Národní konferenci katolických biskupů (dnes Katolická biskupská konference Spojených států) jako výkonný ředitel Sekretariátu pro nauku a pastorační praxe.
Roku 1994 byl signatářem dokumentu Evangelicals and Catholics Together. Roku 1998 získal od Dominikánského řádu titul Mistra teologie. V letech 1997 až 2002 byl členem Mezinárodní teologické komise.
Dne 4. dubna 2002 byl jmenován podsekretářem Kongregace pro nauku víry. Dne 16. června 2009 se stal sekretářem Kongregace pro bohoslužbu a svátosti a titulárním arcibiskupem Oregon City.
Biskupské svěcení přijal dne 11. července 2009 v Bazilice Neposkvrněného početí ve Washingtoně z rukou kardinála Williama Josepha Levady a spolusvětiteli byli arcibiskup Donald William Wuerl a arcibiskup Thomas Cajetan Kelly. Kardinál Antonio Cañizares Llovera prefekt Kongregace pro bohoslužbu a svátosti, byl určen k pomoci při svěcení nového sekretáře svého sboru, ale problémy se získáváním víz mu nedovolili v Římě nastoupit do letadla.
Je také členem Papežské akademie sv. Tomáše Akvinského. V květnu 2011 byl ustanoven konzultorem Kongregace pro nauku víry.
Dne 26. června 2012 jej papež Benedikt XVI. jmenoval vicepředsedou Papežské komise Ecclesia Dei. Komise je pověřena dohlížet na jednání mezi Svatým stolcem a stoupenci později formálně exkomunikovaného tradicionalistického arcibiskupa Marcela Lefebvreho (hlavně, nakloněné členy Kněžského bratrstva svatého Pia X. nyní pod vedením biskupa Bernarda Fellaye.
V sobotu 21. září 2013 ho papež František ustanovil sekretářem adjunktem (asistent) Kongregace pro nauku víry.